# Związek Młodzieży Polskiej „Zet”
Związek Młodzieży Polskiej „Zet” (ZMP „Zet”, „Zet”) – konspiracyjna organizacja polskiej młodzieży akademickiej działająca w trzech zaborach.

## Kalendarium
- 14 stycznia 1887 – zjazd założycielski w Krakowie zorganizowany przez Zygmunta Balickiego[1]
- 1888 – podporządkowanie Lidze Polskiej
- 17 kwietnia 1894 – rozbicie organizacji. Po wielkiej manifestacji patriotycznej zwanej ,,kilińszczyzną" (od nazwiska Jana Kilińskiego), zorganizowanej w setną rocznicę insurekcji warszawskiej aresztowano całe grupy warszawskiej młodzieży[2]
- 1898 – reaktywowanie i podporządkowanie Lidze Narodowej[3]
- 1909 – zerwanie z Ligą Narodową. Część działaczy utworzyła Zarzewie, inni w 1911 tzw. nowy Zet[4]
- 1908–1914 – uczestnictwo członków Zet-u w polskich organizacjach wojskowo-niepodległościowych[4]
- 1914–1918 – uczestnictwo członków Zet-u w  Legionach Polskich[4]

## Cele programowe
- dążenie do niepodległości Polski
- działanie na gruncie sprawiedliwości politycznej, narodowej i społecznej
- tolerancja wobec innych narodowości i wyznań, pod warunkiem, iż uznają one naczelną zasadę niepodległości i jedności Polski
- szerzenie oświaty i kultury wśród ludu wiejskiego i miejskiego
- cel bezpośredni: stworzenie przez czas studiów uniwersyteckich twardej szkoły charakterów, zaprawionych do późniejszego życia obywatelskiego

## Formy działania
- zakładanie tajnych bibliotek, czytelni,
- tworzenie tajnych kółek oświatowych.
- manifestacje i obchody patriotyczne

## Struktura organizacyjna
Stosowano strukturę trzystopniową. Stopień niższy nie wiedział o istnieniu wyższego:
- koledzy – wszyscy członkowie organizacji, na czele których stał starszy kolega
- towarzysze – część wybitniejszych kolegów kierowana przez starszego towarzysza
- bracia – najwybitniejsi z towarzyszy
- centralizacja – najwyższy organ związku.  Jeden członek Centralizacji był jawny dla wszystkich.

## Oddziały
Powstawały we wszystkich ważniejszych uczelniach, w których uczyła się polska młodzież:
- w Zurychu[2],
- w Genewie[2],
- w Paryżu[2],
- w Wiedniu[2],
- w Petersburgu[2],
- w Moskwie[2],
- w Kijowie[2],
- w Berlinie[2],
- w Monachium[2],
- w Warszawie[2],
- we Wrocławiu powstało w 1895 roku[5]

Centralizacja mieściła się najpierw w Zurychu, a potem w Warszawie.

## Członkowie władz
- Zygmunt Balicki[1]
- Roman Dmowski
- Zygmunt Miłkowski (pseudonim literacki Teodor Tomasz Jeż)
- Ludwik Michalski
- Maksymilian Hertel
- Mieczysław Trajdos

## Pisma
- Teka[6]
- Dla Polski
- Wici